# De humani corporis fabrica

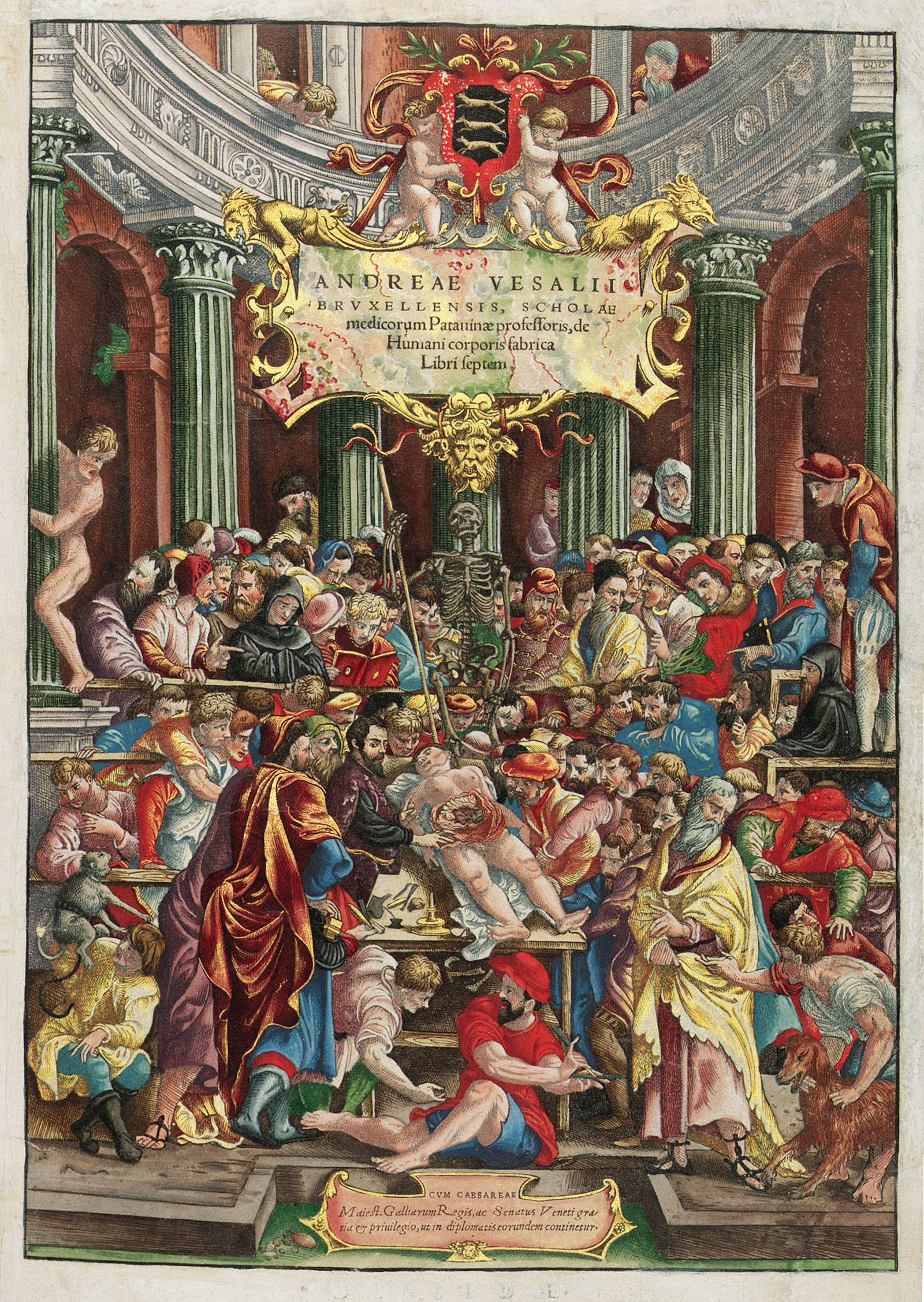
Portada del Fabrica.

De humani corporis fabrica libri septem (De la estructura del cuerpo humano en siete libros) es una obra de texto, con profusión de imágenes, sobre anatomía humana escrito por Andrés Vesalio (1514-1564) en 1543. 
La obra está compuesta por cerca de setecientas páginas de espléndida impresión, siendo considerado uno de los más influyentes libros científicos de todos los tiempos, De Humani Corporis Fabrica es conocido sobre todo por sus ilustraciones, algunas de las más perfectas xilografías jamás realizadas.
Vesalio basó sus estudios anatómicos en la observación directa y en la práctica quirúrgica, rechazó algunos errores anatómicos presentes en obras anteriores y aportando nuevos descubrimientos revolucionó los círculos de la época, llegando a ser considerado el fundador de la anatomía moderna.

## Reseña general de la obra

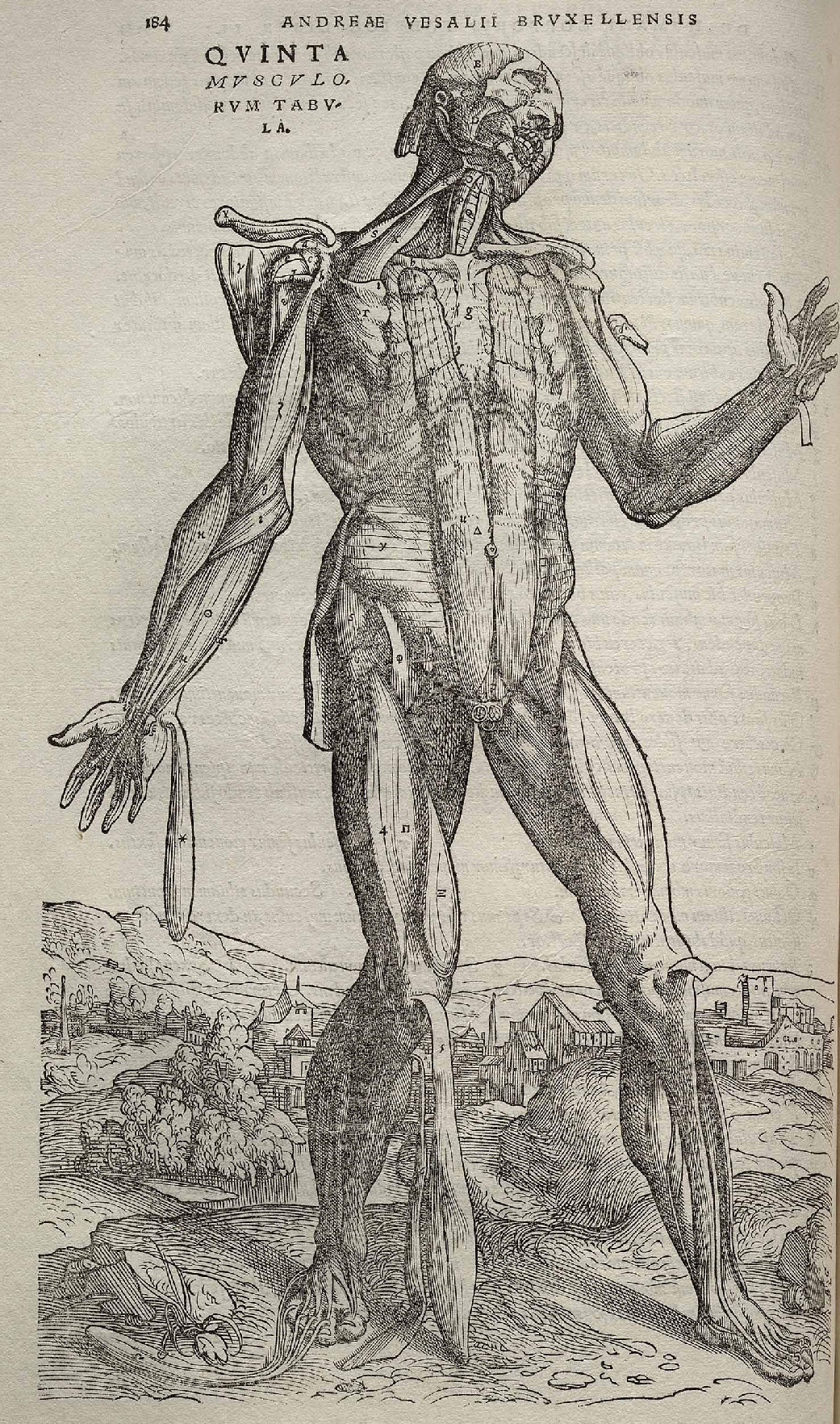
La Fabrica actualmente es conocida por sus detalladísimas ilustraciones de disecciones humanas. En su época fue posiblemente el mejor libro de anatomía existente.

El libro se basa en las conferencias que el autor dictó en la Universidad de Padua, durante las cuales se desmarcó de la práctica común efectuando innumerables disecciones de cadáveres para ilustrar sus exposiciones. Presenta un detallado examen de los órganos y una completa estructura del cuerpo humano. 
Esto no hubiera sido posible sin los muchos avances que tuvieron lugar en el Renacimiento, incluyendo los desarrollos en el campo del arte y en la técnica de la impresión. Gracias a esto, Vesalio pudo producir ilustraciones de una calidad superior a cualquier otra que se hubiera producido con anterioridad.
El término que utilizó para titular su libro, "Fabrica", tiene connotaciones arquitectónicas. 
Vesalio publicó tan monumental obra a los 28 años, sin reparar en gastos y sufriendo muchos quebraderos de cabeza para asegurar su calidad. Muchas de las ilustraciones fueron hechas por artistas remunerados (las de los primeros dos libros fueron hechas por Johannes Stephanus de Calcar, un empleado y discípulo del gran artista veneciano Tiziano) y eran notoriamente superiores a las ilustraciones de los atlas anatómicos de la época, realizadas a menudo por los mismos profesores de anatomía. 
Los grabados se llevaron a Basilea (Suiza), porque Vesalio quiso que el trabajo fuera publicado por uno de los más destacados impresores de la época, Joannis Oporini. Llegó a ir él mismo a esta ciudad para supervisar personalmente los trabajos. Gracias a esto, esta obra es un magnífico ejemplo de lo mejor en cuanto a producción de libros en el Renacimiento, con diecisiete diseños de página entera, además de diversas ilustraciones acompañadas de texto.
El éxito del Fabrica aseguró la holgura de los fondos de Vesalio, y, andado el tiempo, la fama. Fue nombrado médico del Rey Carlos I de España (Carlos V, Emperador del Sacro Imperio Romano); Vesalio dedicó su trabajo al soberano, y le obsequió con la primera copia publicada (encuadernada en seda de color púrpura imperial, con ilustraciones especiales pintadas a mano que no se hallan en ninguna otra copia). El Fabrica se reimprimió en 1555.

## La obra

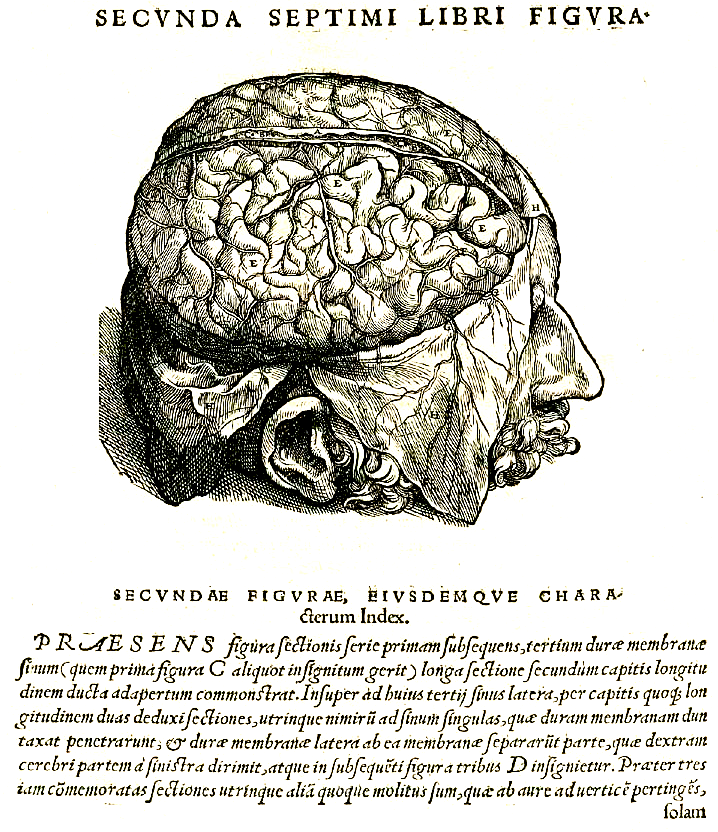
Cabeza humana con la mitad superior del cráneo extraída y la duramadre separada hacia los lados, exponiendo el cerebro. La colocación de la muestra refleja el elevado nivel estético que se encuentra en todo el trabajo.

La obra destaca la importancia de la disección y de lo que en adelante se llamó la visión "anatómica" del cuerpo humano. Su modelo anatómico contrasta poderosamente con los vigentes en el pasado siendo uno de los primeros y grandes pasos hacia el desarrollo de una medicina moderna y científica.
Fabrica refutó algunos de los más graves errores de Galeno, como por ejemplo la noción de que los grandes vasos sanguíneos nacían del hígado. Sin embargo, a pesar de estas mejoras, Vesalio se aferró a algunos de los errores de Galeno, como la idea de que había un tipo de sangre circulando por las arterias y otro diferente por las venas. No fue hasta los trabajos sobre la circulación de la sangre de William Harvey que estas ideas erróneas fueron rectificadas.
En su descripción parte de los huesos, ligamentos y músculos, que fundamentan la estructura corporal, para pasar a estudiar luego los sistemas conectivos o unitivos (vasos sanguíneos y nervios) y los sistemas que impulsan la vida.
Además de realizar la primera descripción válida del esfenoides, demostró que el esternón consta de tres partes y el sacro de cinco o seis; y describió cuidadosamente el vestíbulo en el interior del hueso temporal. Verificó las observaciones de Etienne acera de las válvulas en las venas hepáticas, describió la vena ácigos, y descubrió en el feto el canal que comunica la vena umbilical y la vena cava, llamado desde entonces ductus venosus. Describió también el omento, y sus conexiones con el estómago, el bazo y el colon; ofreció las primeras nociones correctas sobre la estructura del píloro; y observó el pequeño tamaño del apéndice vermiforme en los hombres; dio las primeras descripciones válidas del mediastino y la pleura y la explicación más correcta de la anatomía del cerebro realizada hasta la fecha.
El Fabrica está dividido en siete partes, o "libros", formando un tratado completo del cuerpo humano.

### Estructura de la obra
- Libro I: trata de los huesos y de las articulaciones, e incluye ilustraciones de cráneos de las cinco diferentes razas humanas. Se trata del primer estudio de etnografía comparada.
- Libro II: trata de los músculos y contiene las ilustraciones más famosas del libro.

- Libro III: Corazón y vasos sanguíneos.

- Libro IV: Sistema Nervioso.

- Libro V: Órganos abdominales.

- Libro VI: Órganos de la región del tórax, incluyendo una observación de Vesalio sobre la semejanza del corazón con un músculo.

- Libro VII: describe el cerebro.

## Galería

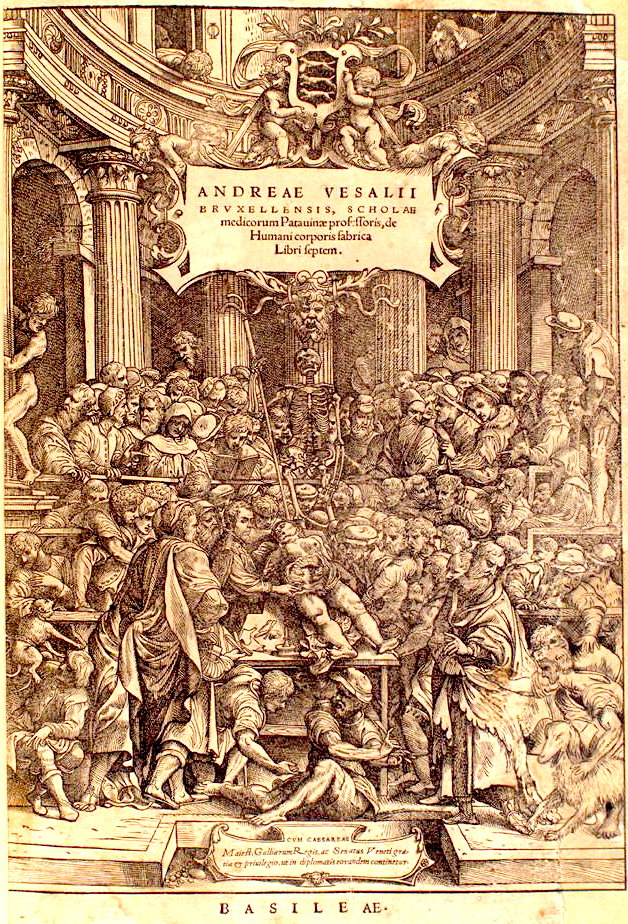
Portada de la edición de Basilea de 1543.
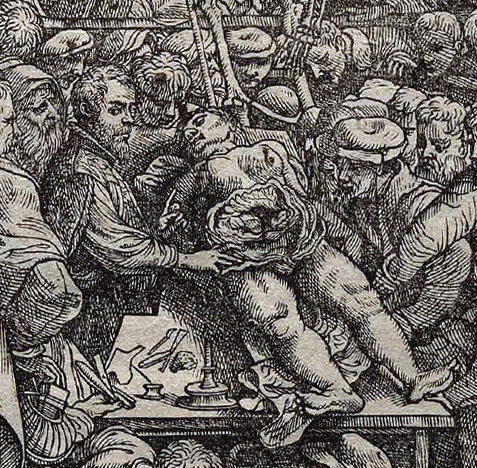
Detalle del frontispicio
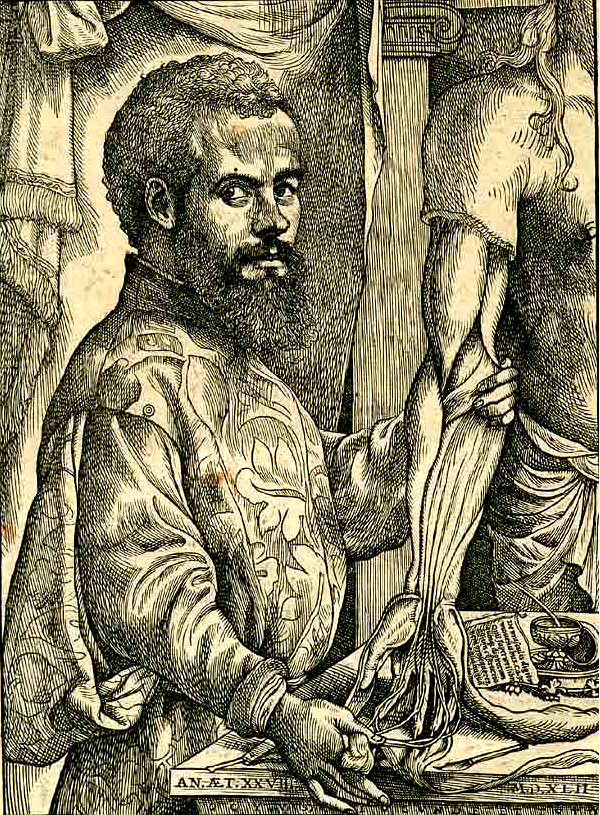
Retrato de Andrés Vesalio

### En inglés
- O'Malley, CD. Andreas Vesalius of Brussels, 1514-1564. Berkeley: University of California Press, 1964.
- Richardson, WF (trad.). On the Fabric of the Human Body: A Translation of De corporis humani fabrica. San Francisco: Norman Publishing, 1998- (en curso). Vol. 1, 1998: ISBN 0-930405-73-0. Vol. 2, 1999: ISBN 0-930405-75-7. Vol. 3 y 4, 2003: ISBN 0-930405-83-8.
- Vesalius, A. De humanis corporis fabrica libri septem [Portada: Andreae Vesalii Bruxellensis, scholae medicorum Patauinae professoris De humani corporis fabrica libri septem]. Basilea: Ex officina Joannis Oporini, 1543.

Notas
1. ↑  véase también Andrés Vesalio

### Acceso al texto y las imágenes
- Les bibliothèques virtuelles humanistes. Centre d'Études Supérieures de la Renaissance - Tours. Digitalización de calidad del texto completo con sus imágenes con un acceso fácil de manejar y eficaz.

- Turning the Pages Online. Un proyecto de la U.S. National Library of Medicine (Biblioteca Nacional de Medicina de los Estados Unidos) para la digitalización de imágenes y láminas de "raros y hermosos libros históricos sobre ciencias biomédicas".

- De Humani Corporis Fabrica online — traducido al inglés con imágenes completas, de la Northwestern University.
- De humani corporis fabrica completo en archive.org, con reproducciones de los grabados a gran tamaño y múltiples opciones de descarga.

- Prefacio del libro. 
  - Texto español en PDF.
  - PÉREZ GUTIÉRREZ, Amparo: nota sobre la traducción. 
    - Texto en PDF.

- Datos: Q1233009
- Multimedia: De humani corporis fabrica / Q1233009